# ضفدع ديبوسكي
ضفدع ديبوسكي[بحاجة لمصدر] (الاسم العلمي: Rana dybowskii) هو نوع من الحيوانات يتبع جنس الضفدع الحقيقي من فصيلة الضفادع الحقيقية.